# Wawrzyszew Stary
Wawrzyszew Stary – dawna wieś ulicówka, obecnie stanowi południową część warszawskiej dzielnicy Bielany. Według Miejskiego Systemu Informacji jej dawny obszar odpowiada pograniczu Chomiczówki i Wawrzyszewa. Miejscowość nie figuruje w państwowym rejestrze nazw geograficznych.
Dawny Wawrzyszew Stary rozpościerał się wzdłuż obecnej  ul. Wólczyńskiej, między ulicami Nocznickiego i Sokratesa/Josepha Conrada.

## Historia
W latach 1867–1951 wieś w gminie Młociny w powiecie warszawskim. W 1921 roku Wawrzyszew Nowy liczył 328 mieszkańców. 20 października 1933 utworzono gromadę Wawrzyszew Stary w granicach gminy Młociny, składającą się z samej wsi Wawrzyszew Stary.
Podczas II wojny światowej w Generalnym Gubernatorstwie, w dystrykcie warszawskim. W 1943 Wawrzyszew Nowy liczył 1431 mieszkańców.
15 maja 1951 gromadę Wawrzyszew-Stary włączono do Warszawy.